# Gold Key Comics
Vous lisez un « bon article » labellisé en 2016.
Gold Key Comics  est à l'origine une marque de commerce fondée en 1962 par la compagnie américaine Western Publishing pour la distribution de comic books dans les kiosques à journaux. Aussi connu comme Whitman Comics, Gold Key opère ainsi de 1962 à 1984. En 2021, le créateur de bande dessinée et hacker Robert Willis (en) obtient la marque de commerce.

## Histoire
À partir de 1938, la société Western Printing and Lithographing, dirigée alors par Kay Kamen, s'associe avec la société Dell Comics pour éditer des comics; la Western Publishing achète les droits d'exploitation de feuilletons radiophoniques, de séries télévisées, de films (tel que Roy Rogers), de comic strips ou de dessins animés comme ceux de Disney, Walter Lantz (auteur entre autres de Woody Woodpecker) et Warner Bros. (Bugs Bunny, Daffy Duck, etc.), se spécialisant ainsi dans l'exploitation de personnages créés par d'autres maisons d'édition tout en publiant aussi parfois des créations originales (tel que Turok), mais le nom qui apparaît sur les couvertures est celui de Dell qui finance l'opération. Dell devient alors le premier éditeur de comics loin devant DC Comics et ses comic books se vendent régulièrement à plusieurs millions d'exemplaires.
En 1962, à la suite d'un désaccord financier, les deux entreprises mettent un terme à leur relation et la Western décide d'exploiter seule les séries dont elle détient les droits. Elle profite de cet avantage pour fonder une nouvelle société d'édition appelée Gold Key Comics, chargée de publier les comics mettant en scène ces personnages, 
Le 2 mai 1962, la société est fondée pour un début des parutions en juin. Western mandate l'éditeur Affilialed Publishers de New York pour distribuer les comics. Les artistes travaillent pour la Western et le changement de nom qui apparaît sur la couverture ne les touche pas. Gold Key publie donc la majeure partie des séries auparavant éditées par Dell et continue à acheter les droits d'édition de séries ou de dessins animés. Ainsi les dessins animés d'Hanna-Barbera Productions sont aussi adaptés dans un comic book qui leur est dédié, Hanna-Barbera bandwagon, tout comme les productions de Friz Freleng. De plus, Gold Key adapte des séries télévisées à succès comme La Quatrième Dimension ou Star Trek, publie des comics consacrés à d'autres personnages sous licence comme Le Fantôme de Lee Falk. Gold Key lance également des personnages originaux comme Space Family Robinson (en), Magnus l'anti robot, de Russ Manning et Doctor Solar, man of the atom, créé par le scénariste Paul S. Newman et l'éditeur Matt Murphy, qui seront plus tard rachetés par Valiant Comics. 
Jusque dans les années 1970, Les ventes des comics, comme à la période de l'accord avec Dell, sont bonnes, mais peu à peu les ventes et les bénéfices diminuent lorsqu'une crise du lectorat touche l'ensemble du monde des comics;
la chute du nombre de jeunes lecteurs, la disparition des lectrices, le lectorat n'étant plus constitué que de jeunes hommes devenu les seuls intéressés par les comics, et les éditeurs ne cherchant plus à toucher les autres couches de la société. Gold Key, qui vise une population jeune, ne parvient pas à évoluer, et comme Harvey Comics ou Archie Comics, est particulièrement touché. 
En 1979, la Western Publishing perd les droits d'exploitation de Star Trek, une de ses séries qui rapportait le plus, repris par Marvel Comics. Or, selon le critique Tyler Weaver, cette perte fragilise la santé financière de Gold Key. 
En 1981, la Western Publishing cesse de diffuser ses comics dans les magasins de journaux sous la marque Gold Key Comics et préfère les proposer en lot de 3 sous sachets plastiques dans les supermarchés et les drugstores. Ces comics portent alors la marque Whitman Comics. Ce changement de label s'explique par une modification du marché. En effet, les ventes dans les kiosques s'effondrent et les éditeurs cherchent de nouveaux points de vente. Si l'essor progressif des magasins spécialisés dans la vente de comics permet aux éditeurs indépendants puis aux éditeurs de comics de super-héros de s'en sortir, cela n'apporte rien aux éditeurs qui s'adressent aux enfants car ceux-ci ne se rendent pas dans ces boutiques. La vente dans les grands magasins apparaît donc comme une solution à ce problème mais les résultats pour Western Publishing ne sont pas probant et en 1984, la division comics est fermée.
En 1984, malgré diverses tentatives (diversification des points de vente, formats, etc.) pour améliorer les ventes, ne parvenant pas à relever la tête, la Western Publishing cesse toute activité. Durant ces vingt ans d'existence, Gold Key a publié des centaines de comics dont la plupart sont des adaptations de séries préexistantes.

## Politique éditoriale
La Western Publishing possède deux bureaux, l'un à New York, dirigé par Matt Murphy puis Wally Green et le second à Los Angeles, dirigé par Chase Green. C'est dans le bureau de Los Angeles que Del Connell, un ancien scénariste de Disney devenu scénariste de comics après guerre, tient le rôle de responsable éditorial puis à partir de 1975 celui de rédacteur en chef. L'équipe qui s'occupe du travail éditorial est assez importante d'autant qu'à côté des comics Western publie aussi des livres pour enfants et que les personnes parfois passent d'un bureau à l'autre.
Gold Key se démarque des autres éditeurs par ses choix éditoriaux. En effet, les comics ne portent pas le sceau de la Comics Code Authority, car l'une des marques de fabrique de Dell Comics, dont a hérité Gold Key, est de ne rien publier qui puisse choquer un enfant. Cela n'empêche pas la création de comics fantastiques comme Boris Karloff's Thriller. De plus, l'entreprise essaie des formats originaux pour ses bandes dessinées. Ainsi dès 1962 elle met en vente des comics au format tabloïd, nommés Treasury Size vendus dans des grands magazines au côté des livres à colorier. Plus tard elle propose des comics à la couverture semi-rigide ou à partir de 1968 des magazines au format digest. Ce format de poche ne se développe pas mais l'entreprise le garde jusqu'en 1976. Gold Key innove aussi dans les techniques de vente en proposant des sachets de trois comics formant un tout. Afin de toucher son lectorat potentiel, Gold Key décide aussi de ne plus distribuer ses comics chez les marchands de journaux mais dans les magasins de jouets. Toutes ces tentatives ne suffisent cependant pas à enrayer la chute des ventes dans les années 1970. La marque Gold Key disparaît au début des années 1980, remplacée par Whitman qui est une division de la Western spécialisée dans l'édition de Big Little Book et de livres de coloriage mais cela ne change rien à la chute des ventes.

## Séries publiées

### Adaptations

#### Disney
Lorsque la Western Publishing crée la Gold Key elle continue les séries les plus importantes dont celles des héros Disney. Ainsi Walt Disney's Comics and Stories est publié de 1962 à 1984 du numéro 264 au 510 car elle fait suite à la série de Dell Comics. Il en est de même pour Donald Duck de 1962 à 1980. Un autre comics consacré aux héros Disney est publié de 1970 à 1980 et s'intitule Walt Disney Showcase. D'autres personnages de Disney ont leur propre comics comme les neveux de Donald dans le comics Huey, Dewey and Louie Junior Woodchucks publié de 1966 à 1984 durant 81 numéros, les Rapetou (47 numéros de 1964 à 1979), Daisy et Donald (59 numéros de 1973 à 1984), Moby Duck (30 numéros de 1967 à 1978).

#### Animaux anthropomorphiques
Gold Key adapte, à la suite de Dell Comics, de nombreux dessins animés comme La Panthère Rose avec 87 numéros, Beep Beep the Road Runner (105 numéros), Bugs Bunny (160 numéros dont le premier porte le 86 car il prend la suite du comics publié par Dell Comics), Daffy Duck (113 numéros).

#### Fantastique
Twilight Zone ce comics inspiré par la série télévisée éponyme connaît 92 numéros de 1962 à 1982 et présente des courtes histoires dont certaines dessinées par des artistes importants comme Al Williamson ou Frank Frazetta. D'autres artistes, comme Reed Crandall ou George Evans ayant auparavant travaillé pour EC Comics, éditeur connu pour ses séries d'horreur, participent aussi parfois à ce comics de même que des jeunes auteurs promis à une grande carrière, Walter Simonson et Frank Miller entre autres.
Boris Karloff Tales of Mystery, d'abord intitulé Boris Karloff Thriller est un comics, inspiré par la série télévisée homonyme, qui connaît 97 numéros jusqu'en 1980. Sur cette série aussi des dessinateurs talentueux sont présents comme Alex Toth et les anciens d'EC Wally Wood et Joe Orlando.
Ripley's Believe It or Not! est adapté sous plusieurs formes qui totalisent plus de 100 numéros dont un comics publié jusqu'au début des années 1980. Les mêmes artistes d'EC Comics, à côté de futurs grands noms, se retrouvent sur ce troisième titre fantastique.
Dark Shadows est une adaptation de la série télévisée éponyme diffusée à partir de 1966. Western Publishing achète les droits en 1968 et publie une adaptation de la série de la fin 1968 à la fin 1975. La série comporte 35 numéros avec une périodicité changeante. Cette adaptation, bien qu'elle ait duré plus longtemps que la série télévisée, était à l'époque décriée par les fans car elle prenait trop de liberté avec le feuilleton télévisé.

#### Science-fiction

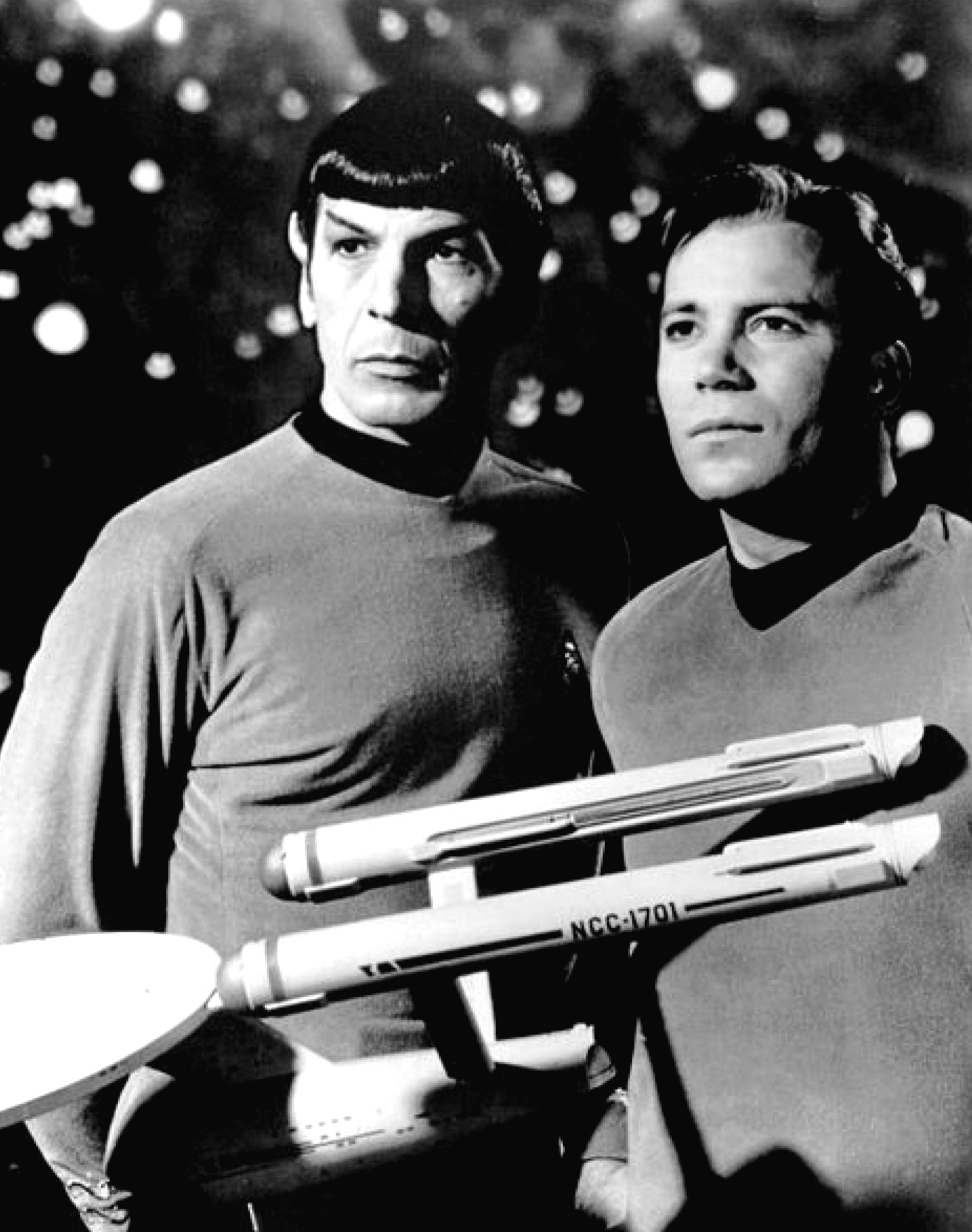
Leonard Nimoy et William Shatner (photo de 1968).

Gold Key adapte plusieurs séries télévisées de science-fictions comme Star Trek et les productions de Irwin Allen (Voyage to the Bottom of the Sea de 1964 à 1970, The Time Tunnel en 1967 et  Land of the Giants de 1968 à 1969) mais publie aussi des créations originales comme Space Family Robinson ou Turok.
Star Trek apparaît dans les kiosques dès la première saison télévisée en 1967. La série est publiée jusqu'en mars 1979, avec le numéro 61, par Gold Key. L'éditeur perd ensuite les droits rachetés par Marvel Comics pour publier une adaptation de Star Trek, le film. Les premiers numéros comportent des photographies tirées de la série télévisée à l'intérieur du comics et sur la couverture constituée de collages. Par la suite, ces photographies disparaissent et des peintures sont utilisées comme couverture comme c'était déjà le cas pour de nombreux comics Gold Key. À l'intérieur, les histoires comptent entre 22 et 26 pages et sont divisées en deux parties. Les auteurs du comics prennent souvent des libertés avec la série et les personnages ne ressemblent parfois pas aux acteurs qui les interprètent. Ainsi, Scotty est parfois représenté comme un jeune homme blond.
Astro Boy d'Osamu Tezuka est traduit pour un numéro unique publié par Gold Key en 1965 mais cet essai n'est pas jugé concluant et la publication d'un manga aux États-Unis tourne court.

#### Aventures
Gold Key publia de nombreuses adaptations de séries d'aventure. Les  westerns y trouvent leur place comme Daniel Boone. Inspiré par la série télévisée le comics est édité à partir de fin octobre ou début novembre 1964. Comme le rôle principal est interprété par Fess Parker, le nom de l'acteur est placé sur le titre du comics et sa photographie se retrouve sur chaque couverture. Le rythme de parution est essentiellement trimestriel, bien que les parutions des derniers numéros aient été plus irrégulières. Quinze numéros sortent jusqu'en avril 1969. Fred Fredericks écrit et dessine les trois premiers épisodes puis est remplacé par Paul S. Newman au scénario et Mike Roy assisté de Mike Peppe au dessin.
Le western n'est pas le seul type d'aventures que Gold Key propose. Des comics d'espionnage sont aussi publiés dont Des agents très spéciaux qui de 1965 à 1969 connaît 20 numéros avec un rythme de parution bimestriel. Inspiré de la série homonyme, le comics est cependant très loin de la série télévisée car les producteurs ne se souciaient pas du contenu du comics et n'avaient laissé que des photos de tournage pour le dessinateur. Sans indication du caractère des personnages ni de l'ambiance de la série, les auteurs du comics, Dick Wood au scénario et Mike Sekowsky au dessin, parviennent cependant à produire une série qui en 1967 se classe à la onzième place des ventes, trustées surtout par les comics mettant en avant Superman ou Batman. La série dérivée Annie, agent très spécial est aussi adaptée par Gold Key mais à l'échec télévisuel répond celui du comics.
Enfin un autre comics d'aventures à succès est Tarzan repris par Gold Key, après avoir été publié par Dell Comics, qui continue ses aventures jusqu'en février 1972 et le numéro 206. Une série dérivée, intitulée Korak : Son of Tarzan est lancée en 1964 et connaît 45 numéros. Ces deux séries sont reprises en 1972 par DC Comics qui suit la numérotation de Gold Key mais qui renomme Korak en Tarzan Family. Pour remplacer cette perte, Gold Key publie une création intitulée The Jungle Twins créée par Gaylord DuBois au scénario et Paul Norris au dessin. L'histoire suit celle de Tarzan excepté qu'il ne s'agit pas d'un seul enfant mais de jumeaux. Le comics est publié d'avril 1972 à novembre 1975 sur 17 numéros.

### Créations originales

#### Super-héros
Magnus, Robot Fighter, 4000 AD est un comics créé par Russ Manning et Chase Craig en 1963. Inspiré du personnage de Tarzan, Magnus est un humain, élevé par un robot et capable de lutter contre les robots qui se révoltent contre les humains. Le premier numéro de la série est daté de février 1963 et le dernier de janvier 1977. Quarante-six numéros sont publiés mais seuls les 21 premiers sont de Russ Manning. Il est ensuite remplacé par Dan Spiegle et Paul Norris mais ceux-ci restent peu de temps et par la suite seules des rééditions sont publiées.
Doctor Solar, Man of the Atom est un comics créé en 1962 (la date de couverture du premier numéro est octobre 1962) par Paul S. Newman, scénariste, et Matt Murphy, responsable éditorial, et dont les dessins sont assurés par Bob Fujitani. Il s'agit de l'un des rares super-héros publié par la Gold Key. Le Docteur Solar acquiert des super-pouvoirs après un accident atomique et s'il ne choisit pas immédiatement d'être un super-héros, il le décide au cinquième épisode de la série. Celle-ci est publiée jusqu'en 1969 et reprise en 1981-1982. Le personnage apparaît aussi dans quelques numéros de The Occult Files of Dr. Spektor. En 1990, les droits du personnage sont rachetés par Valiant Comics qui lance alors son univers de super-héros et dont il est l'un des personnages centraux.

#### Science-fiction
Mighty Samson est créé en 1964 par Otto Binder et Frank Thorne. 31 numéros de ce comics sont édités jusqu'en 1976 et un dernier est publié en 1982. Samson est un mutant, à l'apparence humaine et doté d'une force extraordinaire, qui combat dans un futur post-apocalyptique d'autres mutants horrifiques. Contrairement à Magnus, Doctor Solar et Turok, Samson n'est pas repris par Valiant dans les années 1990 et seules ses aventures publiées par Gold Key existent.
Space Family Robinson est une création de Del Connell, au scénario, et Dan Spiegle, au dessin, publiée de 1962 à 1969 en 36 numéros. Cette série optimiste montre une famille vivant dans un vaisseau spatial qui à la suite d'un incident se perd dans l'espace. Del Connell est par la suite remplacé par Gaylord DuBois. Cette série est plagiée par Irwin Allen dont la série Lost in Space est sur les écrans de télévision à partir de septembre 1965. Gold Key ne porte pas plainte car elle dépend trop des séries télévisées qu'elle adapte et des bonnes relations avec les producteurs de ces séries. En revanche, pour profiter de la publicité que peut lui faire la série elle renomme le comics en Space Family Robinson Lost in Space en mettant en avant sur la couverture les trois derniers mots. Le comics cesse d'être publié en octobre 1969 mais en 1973 il paraît de nouveau sous le titre Space Family Robinson on Space Station One et ce jusqu'en novembre 1978. En 1981-1982, le titre revient mais ne propose que des rééditions.
Turok, Son of Stone est un comics créé alors que Dell et la Western Publishing étaient encore partenaires mais lors de la séparation, c'est la Western qui détient les droits et poursuit la publication de ce comics présentant deux indiens prisonniers sur une île habitée par des dinosaures. La série est publiée de 1962 à 1982 et connaît 132 numéros. Les droits seront plus tard racheté par Valiant Comics qui l'intègre dans son univers de super-héros.

#### Fantastique
Grimm's Ghost Stories est une série fantastique qui commence en 1972 et qui connaît 60 numéros. Parmi les scénaristes principaux se trouvent Arnold Drake, Don Glut, Paul S. Newman et parmi les dessinateurs José Delbo et Jack Sparling.
The Occult Files of Dr. Spektor, créé en 1973 présente les aventures du Dr. Spektor, spécialiste de l'étrange, qui combat des vampires, des loups-garous et d'autres monstres. Bien que ces aventures soient le plus souvent cantonnées à un numéro unique, il arrive que l'histoire soit développée sur plusieurs. Une autre rareté est la présence d'un autre personnage de la Gold Key, Doctor Solar, dans une des histoires. En effet, contrairement à ce qui peut se trouver dans des comics de super-héros publiés par des maisons d'éditions comme Marvel Comics ou DC Comics, les rencontres entre personnages ne sont guère possibles chez Gold Key.

#### Humour
Baby Snoots est un comics qui raconte les aventures humoristiques d'un éléphanteau et de ses parents, éléphants de cirque à la retraite. Le personnage est inspiré de Baby Snooks, le personnage central d'une série radiophonique américaine intitulée The Baby Snooks Show. Le comics est publié de 1970 à 1975 et connaît 22 numéros.
Wacky Witch est un comics humoristique dans lequel une sorcière protège un royaume de fantaisie. Le premier numéro paraît en janvier 1971 et le dernier, le vingt-et-unième, porte la date de décembre 1975. Le personnage apparaît encore en 1976 et 1977 dans des numéros de Gold Key Spotlight mais il s'agit là des dernières apparitions car le personnage n'est plus jamais réutilisé dans un comics.